# Simonstad
Simonstad (ang. Simon’s Town lub Simonstown) – miasto w Południowej Afryce, koło Kapsztadu, położone nad zatoką False Bay, na wschodniej stronie Półwyspu Przylądkowego.

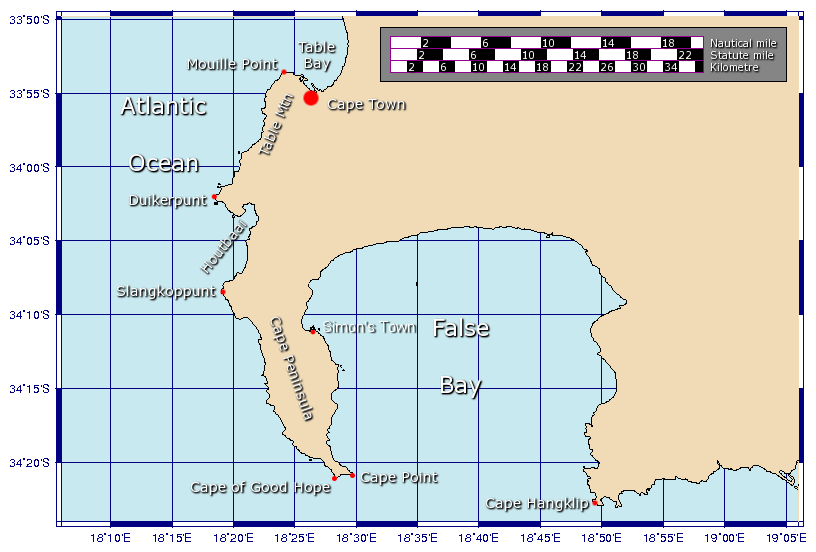
Położenie Simonstad (Simon's Town) na mapie

Miejscowość nazwana jest od imienia Simona van der Stela (1639–1712), pierwszego gubernatora holenderskiej Kolonii Przylądkowej. Na początku XIX wieku ulokowana została tu baza brytyjskiej marynarki wojennej (Royal Navy), strzegąca głównego szlaku morskiego łączącego Europę z Indiami i Dalekim Wschodem. W 1955 roku na mocy porozumienia Simonstown Agreement kontrola nad bazą przekazana została południowoafrykańskiej marynarce wojennej (South African Navy), choć marynarka brytyjska zachowała prawo do korzystania z niej do 1975 roku.
Teren wznosi się stromo od pobliża brzegu i miejscowość jest malowniczo położona tarasowo u podnóża gór nad zatoką. Niewielki port nie był szczególnie dobrym naturalnym portem i jest chroniony przez falochron zbudowany z bloków piaskowca wydobywanych z okolicznych kamieniołomów. Simonstad pełni obecnie rolę przedmieścia Kapsztadu położonego ok. 30 km na północ, po zachodniej stronie półwyspu. Jest końcowym punktem linii kolejowej z biznesowej dzielnicy Kapsztadu. 
Kilka kilometrów na południe (w stronę Przylądka Dobrej Nadziei), położona jest plaża głazów (ang. Boulders Beach), gdzie od 1985 znajduje się kolonia pingwinów przylądkowych.